# Rick Berman
Richard Keith "Rick" Berman (nacido el 25 de diciembre de 1945) es un productor estadounidense de televisión. Es conocido por su trabajo como principal productor ejecutivo de varias de las series Star Trek: Star Trek: The Next Generation, Star Trek: Deep Space Nine y Star Trek: Voyager; y varias de las de las producciones teatrales de Star Trek, y por tener éxito en suceder a Gene Roddenberry como jefe de esa franquicia, hasta la cancelación de Star Trek: Enterprise en 2005.

## Primeros años de vida y trabajo
Berman nació y se crio en la ciudad de Nueva York. Asistió a la universidad en la Universidad de Wisconsin y recibió una licenciatura en inglés y producción de cine en 1967. La primera vez que considera una carrera como actor, pero decidió no seguir adelante con ella, debido al alto grado de dificultad en la obtención de éxito. Él rechazó una oferta para estudiar en la Escuela de Teatro de Yale. Comenzando una carrera como productor independiente de cine, director y escritor, hizo documentales y películas industriales. Entre sus clientes estuvieron los de las Naciones Unidas y la Agencia de Información de Estados Unidos. Para 1977, había viajado a más de 90 países en la realización de películas para estas organizaciones.
De 1977 a 1982, fue el productor ejecutivo de la PBS The Big Blue Marble, en la que ganó un premio Emmy por la Sobresaliente serie de niños. Entre 1982 y 1984, fue un productor independiente, trabajando en proyectos que incluyen HBO 's What on Earth y de PBS La Mente Primordial. Berman se unió a la empresa Paramount en 1984 como director de programación actual, supervisando programas como Cheers y Family Ties. También fue director ejecutivo de la programación dramática, supervisando programas como la miniserie del Espacio y la serie de la American Broadcasting Company (ABC) MacGyver. Fue ascendido en 1986 a vicepresidente de la forma larga y proyectos especiales en Paramount Network Television.

## Star Trek
En 1987, Gene Roddenberry había seleccionado a Berman y a Maurice Hurley para ayudar a crear Star Trek: La Nueva Generación. En un principio, compartió la supervisión de los derechos de productores con Robert H. Justman; después Justman pasó a ser consultor de deberes de productores y Berman fue ascendido a coproductor ejecutivo. Cuando la salud de Roddenberry empezó a decaer, Berman se hizo cargo más de la producción diaria de la serie; fue ascendido a productor ejecutivo en la tercera temporada, tras la marcha de Hurley. Berman escribió los episodios "Hermanos" y "Cuestión de tiempo". En su último año, La Nueva Generación se convirtió en el primer programa de televisión sindicado a ser nominado al Emmy por Mejor serie dramática.
Durante la penúltima temporada de La Nueva Generación, Berman se convirtió en el cocreador de Star Trek: Espacio Profundo Nueve con Michael Piller, marcando la primera vez que dos series de Star Trek funcionaron concurrentemente. Después de que La Nueva Generación completó su recorrido, Berman nuevamente fue cocreador, esta vez de Star Trek: Voyager con Piller y Jeri Taylor. En 2001, fue cocreador para la serie Star Trek: Enterprise en 2003, con Brannon Braga. Durante este mismo período, Berman también fue productor líder en los cuatro largometrajes de La Nueva Generación: Star Trek: Generations (1994), Star Trek: First Contact (1996), Star Trek: Insurrection (1998), y Star Trek: Nemesis (2002). Berman recibió créditos de productor y crédito de la historia en las cuatro películas.
En la revisión de Némesis, IGN Oliver Glen argumentó que Berman y coproductor Braga parecía ser el responsable de que gran parte de Star Trek ya no era "audaz". el escritor de Star Trek David Weddle cree que la "estética moribunda de Rick Berman "eran las" constricciones que estrangulaban lentamente la franquicia ". Berman específicamente recibió críticas por su enfoque dramático de puntuación musical; el compositor Ron Jones afirmó que Berman "siempre consideró la música una intrusión ". Sin embargo, el ex-estrella de la Nueva Generación Brent Spiner acredita a Berman por haber "protegido la visión de Gene Roddenberry". Robert Wilonsky afirmó que Berman merece el crédito para la producción de cientos de horas de programación popular, y que "sin Berman para mantener el espectáculo vivo, haber Berman el culpable de la muerte de la feria ".
En 2005, Berman estuvo involucrado en el desarrollo de una undécima película de Star Trek basada en un guion escrito por Erik Jendresen; sin embargo, cuando Gail Berman (sin parentesco) asumió el cargo de presidente de Paramount Pictures, el guion de Jendresen fue dejado de lado. En los meses siguientes, Berman estaba dando a entender que su participación en Star Trek estaba llegando a su fin, indicando en noviembre que "cuando que re-energizara la franquicia que va a ser el resultado de alguien fresco, alguien que no haya estado involucrado extensamente con Star Trek". A mediados de 2006, Berman declaró que dejaría de estar involucrado en la producción de Star Trek. Desde su salida, Berman ha indicado que todavía está implicado en la producción para televisión, así como los proyectos "no conectados con el negocio de la televisión". Él también ha manifestado su interés en escribir un libro de memorias de sus experiencias en Star Trek.